# Gafestjeans konstmuseum
Gafestjeans konstmuseum (armeniska: Գաֆէսճեան արվեստի կենտրոն, Gafestjeani arvesti kentron) är ett privatägt konstmuseum i Armeniens huvudstad Jerevan. Det ligger under och runt omkring Kaskaden, som är ett komplex av trappor och terrasser med fontäner som reser sig upp från Tamanjangatans skulpturpark i Kentrondistriktet. 
Museet grundades av den New York-födde amerikansk-armeniske affärsmannen Gerard Cafesjian (1925–2013) och är baserat på dennes privata samlingar av samtidskonst. Det invigdes i november 2009 och ägs och drivs av Cafesjian Museum Foundation.

## Historik

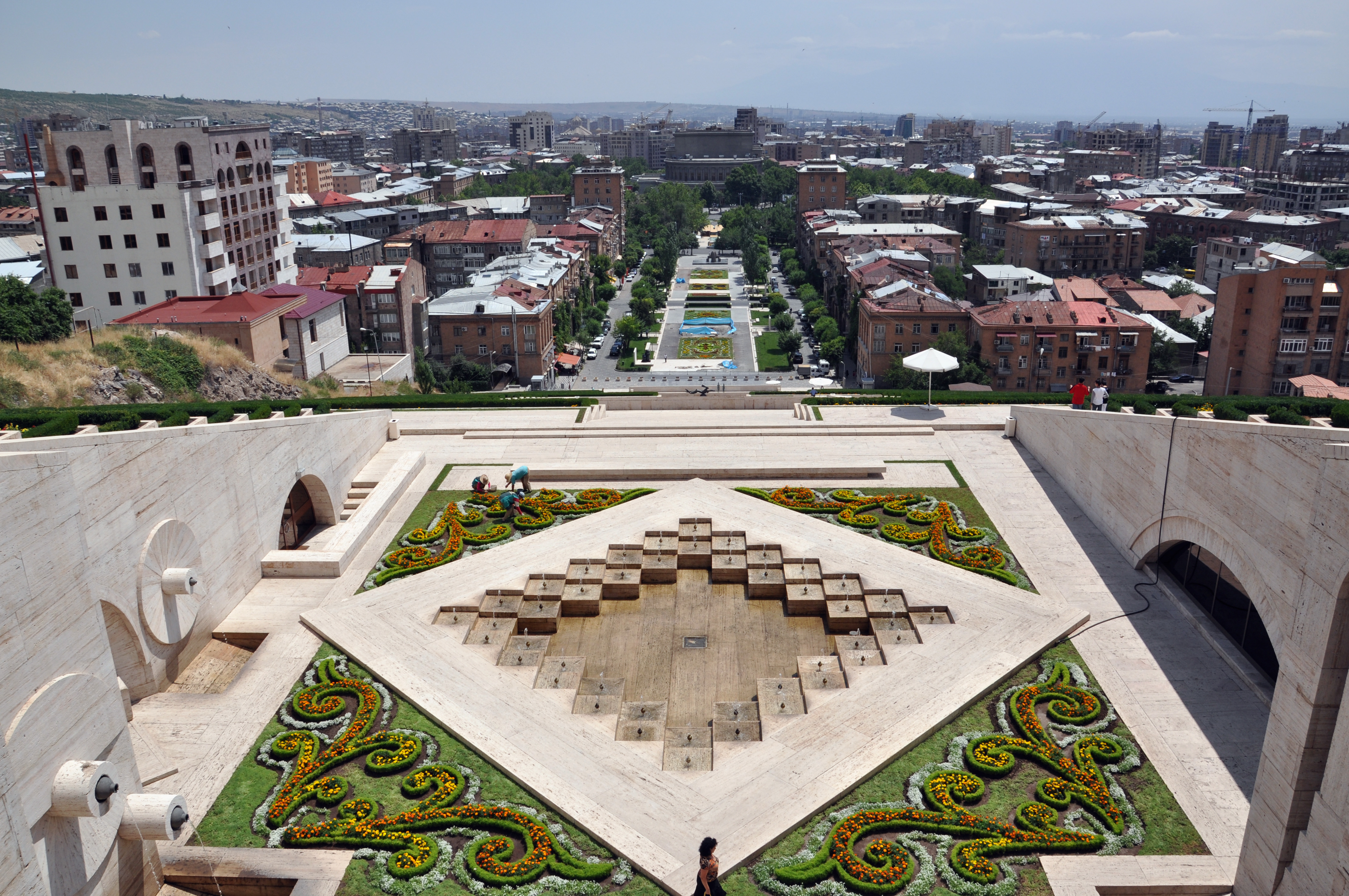
Vy från Gafestjeans konstmuseums takterrass.

Cafesjians museistiftelse instiftades i april 2002 i Jerevan av armeniska staten och Cafesjian Museum Foundation of America. Armeniens regering sköt till den halvfärdiga Kaskadenanläggningen och omgivande mark.
Bygget av Gafestjeans konstmuseum kom igång i april 2005. Konstmuseet invigdes i november 2009. 

## Arkitektur
Museet är en integrerad del av Kaskaden. Kaskaden ritades av de armeniska arkitekterna Dzjim Torosian (1926–2014), Aslan Mchitarjan (född 1947) och Sargis Gurzadjan (1929–2015), och hade börjat byggas 1971. Projektets första etapp var färdig 1980. Det är en massiv trappanläggning som går upp från Tamanjangatans park. Den har fem nivåer, med 302 meter långa trappor med 572 trappsteg. Byggnadsarbetet avbröts på 1980-talet och projektet slutfördes först 2002–2009, då det färdigställdes genom familjen Cafesjians stiftelse.
Själva konstmuseet ritades av David Hotson Architects i New York.

## Museum och skulpturpark

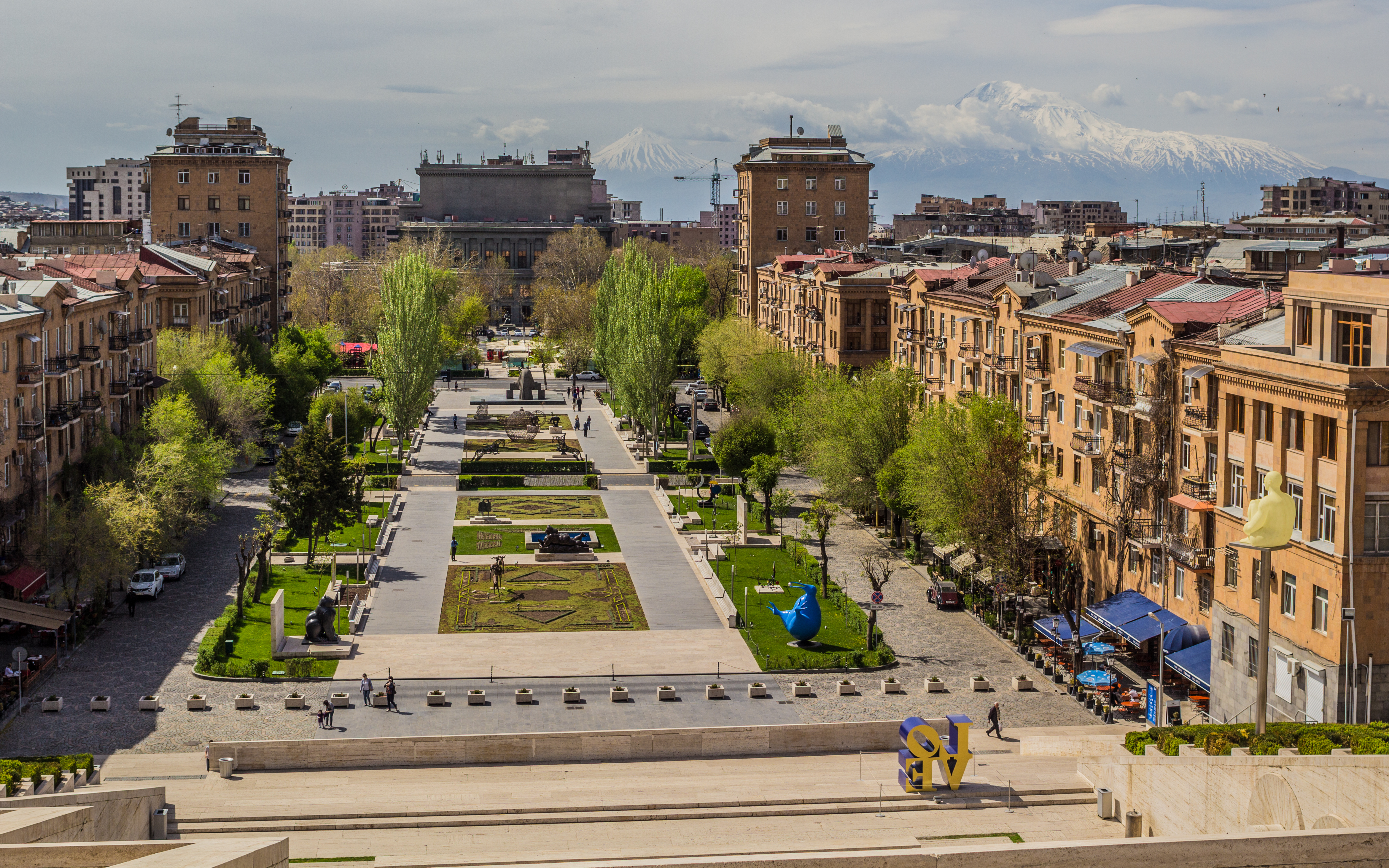
Skulpturträdgården.

Utställningslokalerna ligger under trapporna och fontänerna. I Chandzjianrummet finns den stora triptykmuralmålningen  "Armeniens historia" av den sovjetiske/armeniske målaren Grigor Chandzjian (1926–2000).
Museet har också en skulpturpark i Tamanjangatans skulpturpark framför kaskaderna och på trädgårdsterrasserna i sluttningen från Tamanjangatan.

## Samlingar

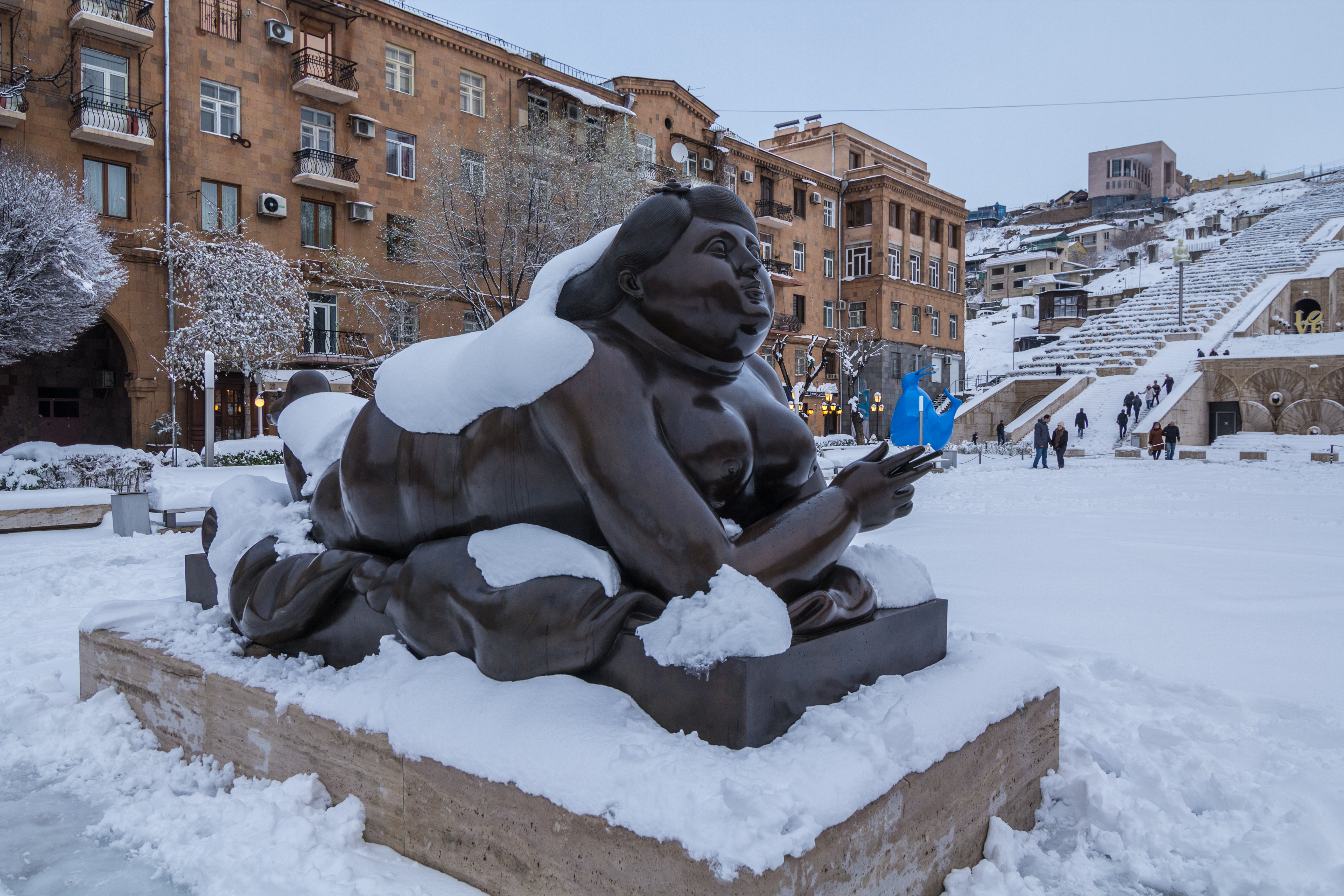
Fernando Boteros bronsskulptur Mujer Fumando un Cigarrillo, 1987.

Huvuddelen av museets samlingar kommer från grundaren Gerard Cafesjians privata samlingar. Bland de mer än 5 000 verk som ingår finns en omfattande samling glas, särskilt verk av det tjeckiska paret Stanislav Libenský och Jaroslava Brychtová, samt av bland andra Dale Chihuly, Bohumil Elias, Pavel Hlava, Jaromír Rybák, Ivana Šrámková, Bertil Vallien, Lino Tagliapietra, Mark Peiser och Hiroshi Yamano.
I konstsamlingarna finns bland annat verk av Fernando Botero, Arshile Gorky, Jennifer Bartlett, Lynn Chadwick, Barry Flanagan, Jaume Plensa och François-Xavier Lalanne.

## Bildgalleri för Kaskaden

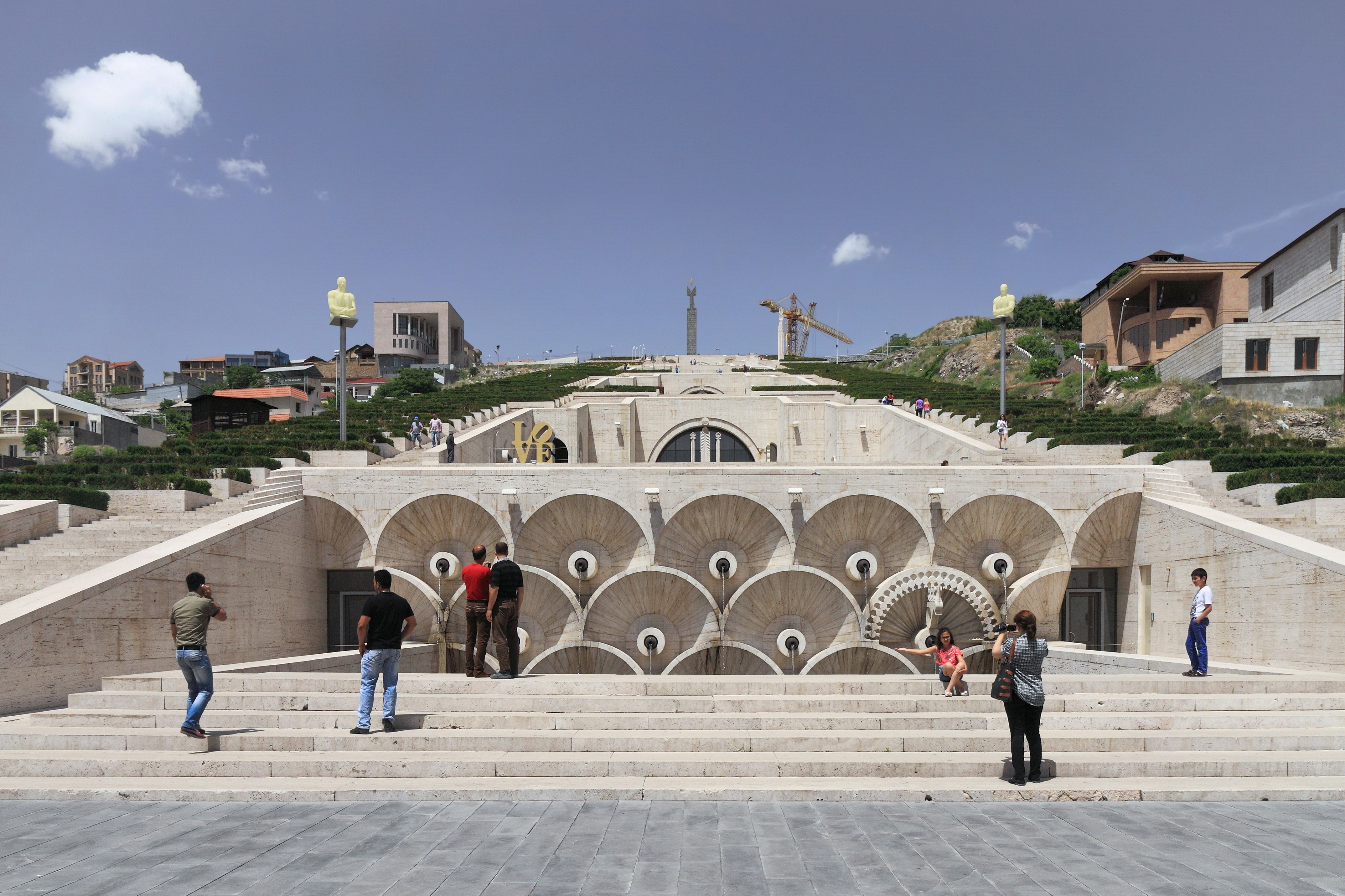
Första nivån
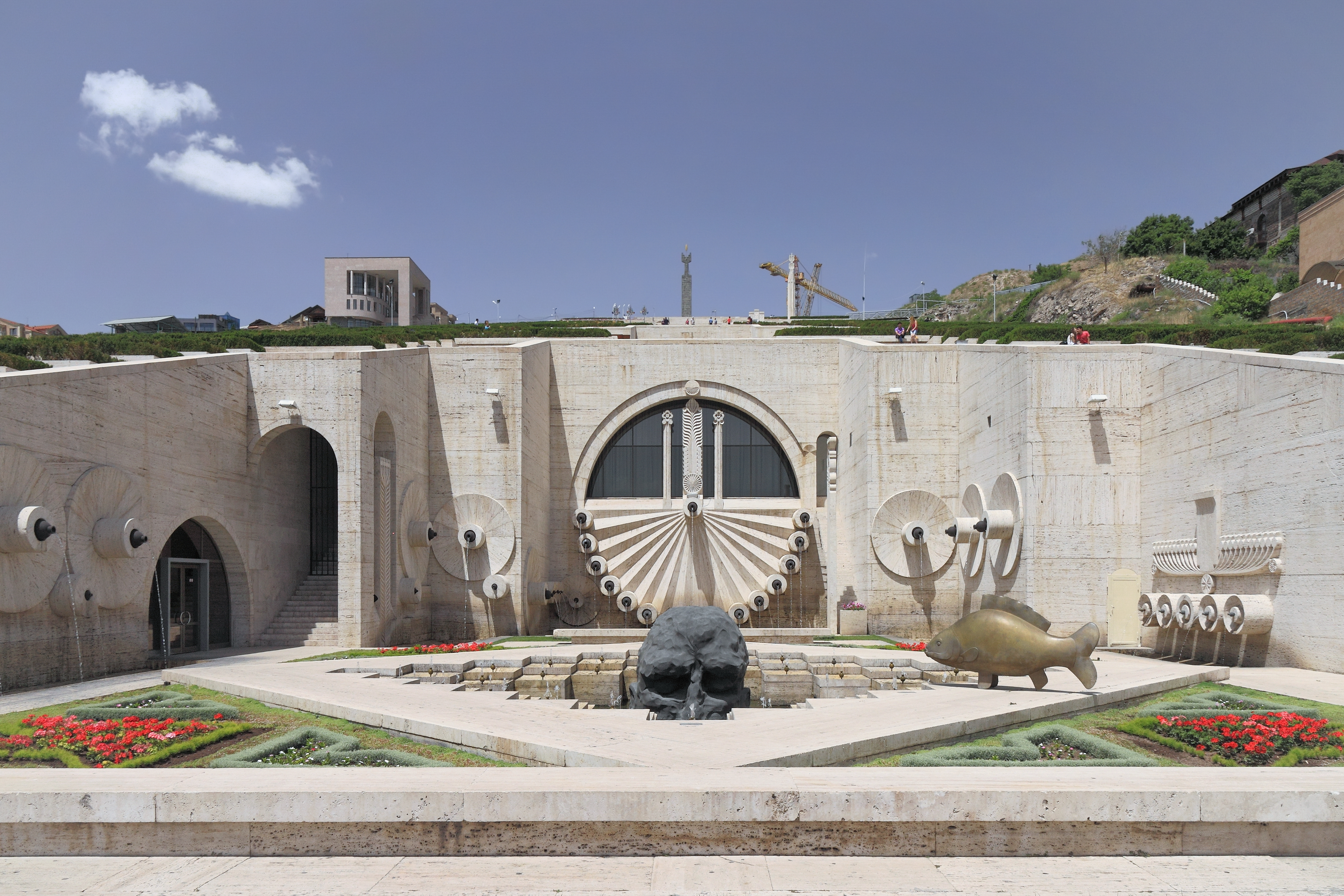
Andra nivån
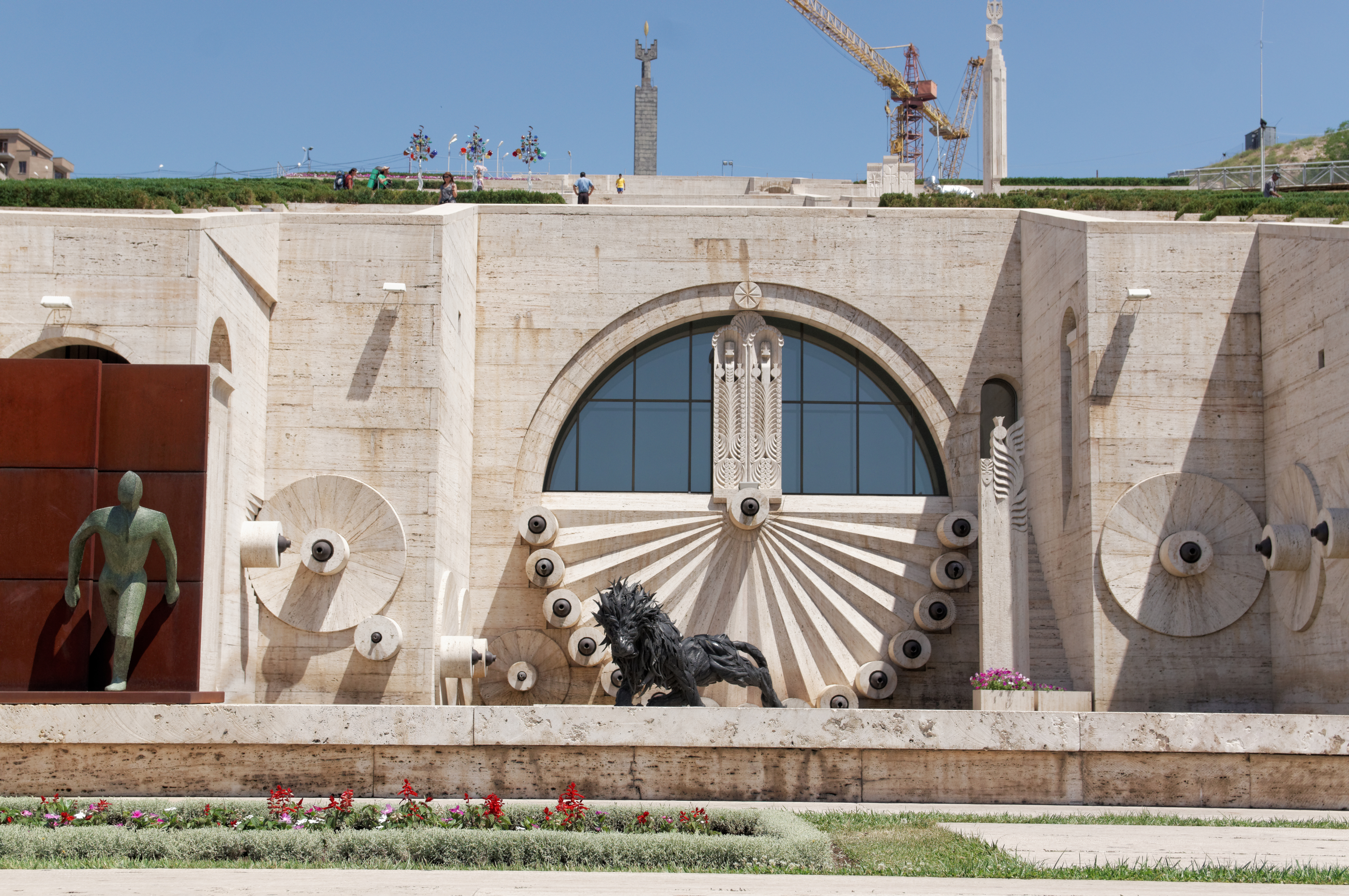
Tredje nivån
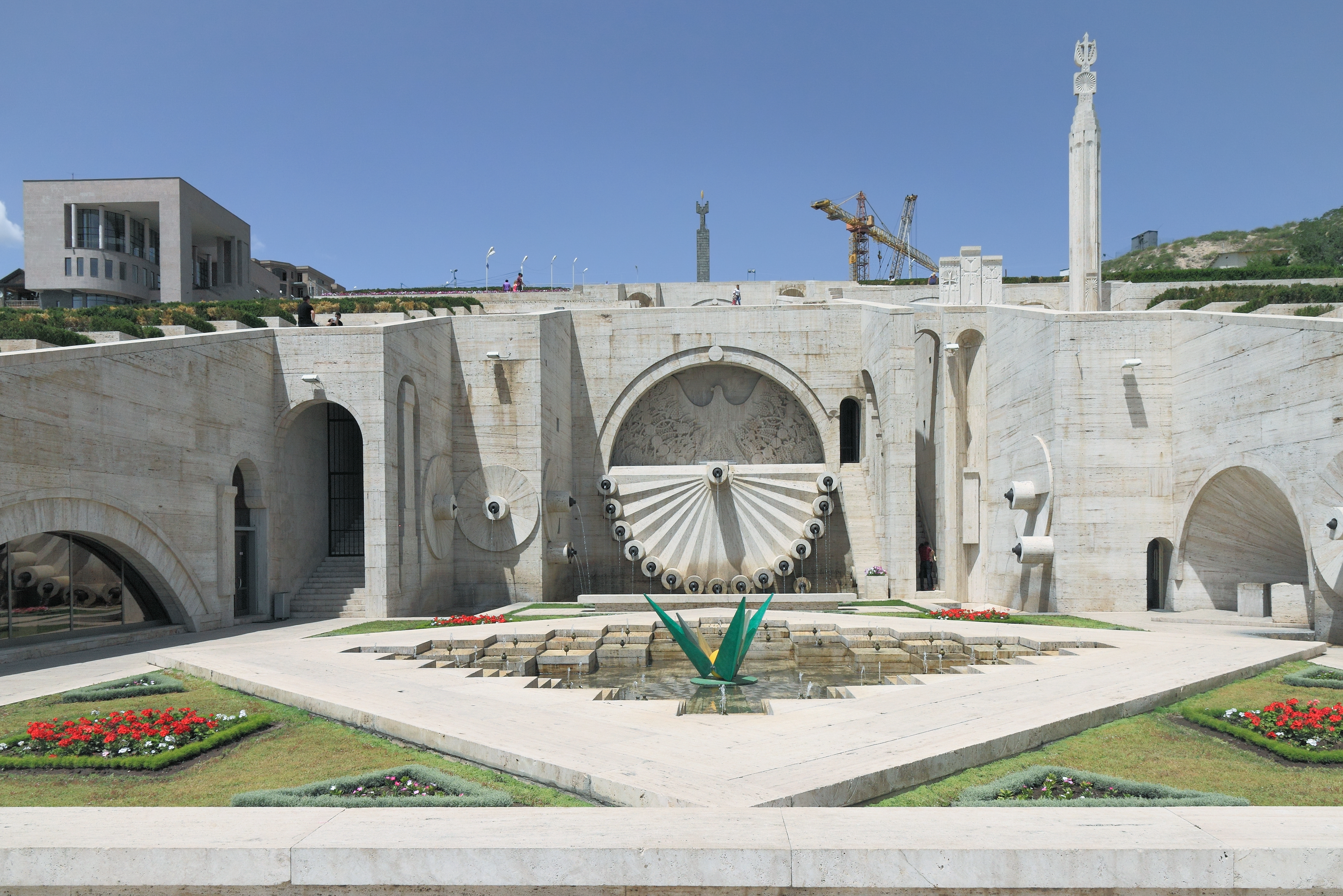
Fjärde nivån
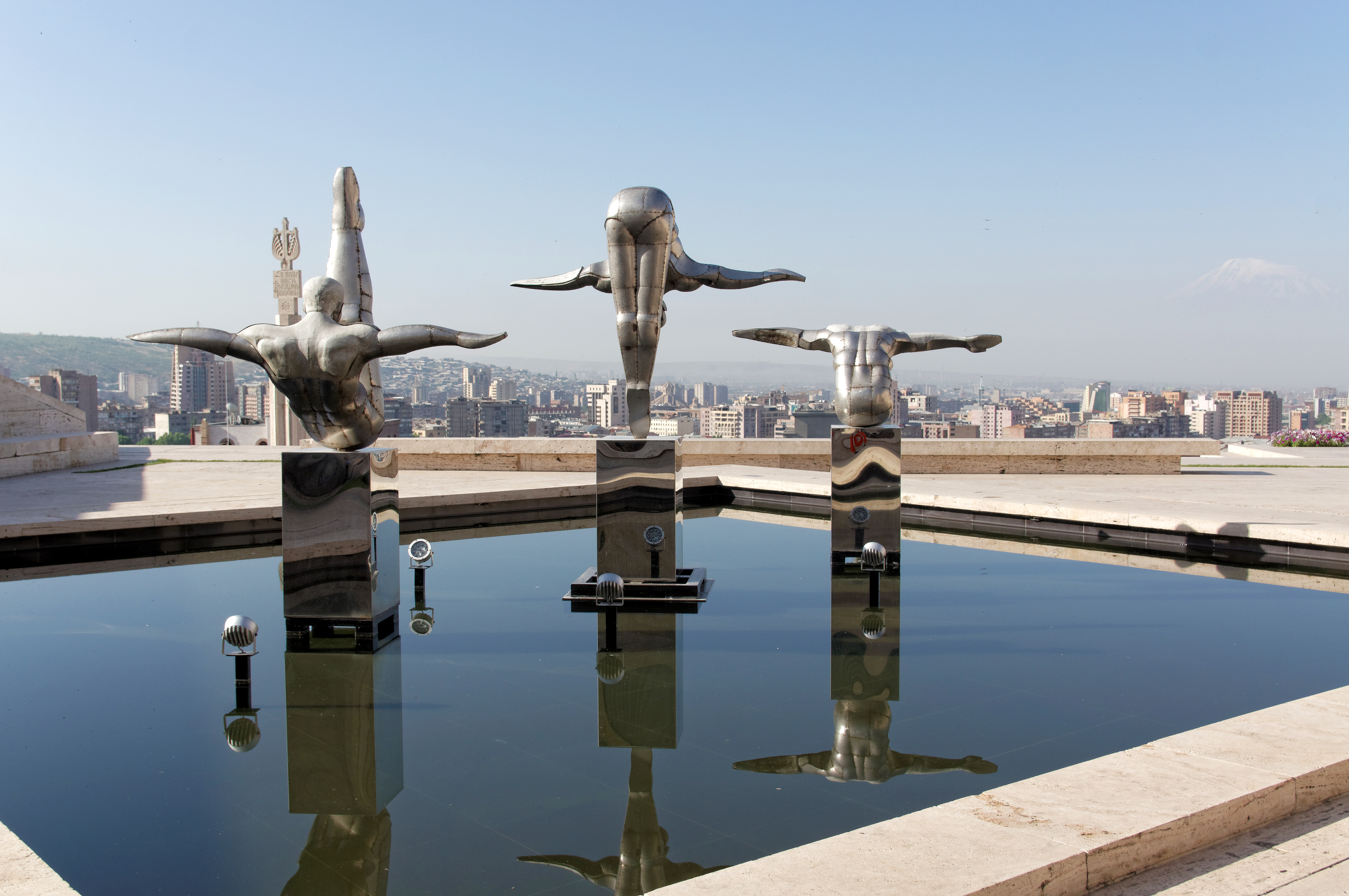
Femte nivån